# Harmsiopanax harmsii
Harmsiopanax harmsii är en araliaväxtart som beskrevs av Karl Moritz Schumann. Harmsiopanax harmsii ingår i släktet Harmsiopanax och familjen Araliaceae. Inga underarter finns listade.